# Charles Rebuffel
Pour les articles homonymes, voir Rebuffel.
Charles Rebuffel (1861-1942) est ingénieur des ponts et chaussées et chef d'entreprise français.

## Carrière
Descendant d'une ancienne famille de négociants de Marseille, il entre à l'École polytechnique puis l'École des ponts et chaussées. Il est ingénieur des Ponts et Chaussées en 1886.
Il dirige efficacement les travaux d'assainissement de la ville de Marseille. Cette réussite va lui permettre de prendre la direction de la société des Grands travaux de Marseille entre 1917 et 1939.
Il est membre du premier conseil d'administration de la Compagnie générale des colonies (filiale de la Banque de Paris et des Pays-Bas).
En 1937, il a embauché Marcel Chalos qui dirigeait le Service central d'études techniques du ministère des Travaux publics. Marcel Chalos lui succéda.
Hélène Rebuffel, épouse du comte Henri de Portes et compagne de Paul Reynaud, est sa fille.